# Mohammad Hadrab
Mohammad Hadrab (in arabo محمد حمدان‎?; Al Kuwait, 6 novembre 1984) è un ex cestista e allenatore di pallacanestro giordano.

## Carriera
Con la Giordania ha disputato i Campionati mondiali del 2010 e due edizioni dei Campionati asiatici (2005, 2009).